# Aymara 2000 A1
El Aymara 2000 A1, es un vehículo basado en la plataforma mecánica del APC de origen brasilero EE-11 Urutu, con modificaciones específicas para el conflicto colombiano. Posee una torreta que rota 360° con armamento que incorpora una ametralladora calibre 12,7 x 99, con llantas convencionales adaptadas a un sistema de blindaje/resellado sellomatic especial para el conflicto interno colombiano y con transmisión 4x4, de capacidad todoterreno.

## Historia
El APC Aymara 2000 A1 fue desarrollado a partir de la plataforma del EE-11 Urutú, este no es anfibio como su original; y está pensado para misiones de patrullaje y control; como las de custodiar las carreteras nacionales en los planes de seguridad vial. (conocidos como Plan Meteoro).

## Operaciones
Los vehículos Aymara 2000 A1 Están adscritos a la 4º brigada del ejército colombiano cumpliendo funciones de asegurar puesto de conflicto y posiciones en donde se requiera un APC de alta maniobrabilidad y capacidad de desplazamiento, junto a una muy buena protección balística. Aunque sus prototipos han presentado problemas de estabilidad; debidos al gran peso del blindaje, se recomienda al personal de tropa el no usarlos en zonas de combate montañosas.